# Paid Vacation
| Recensione           | Giudizio |
| -------------------- | -------- |
| AllMusic             | [ 6 ]    |
| Chicago Tribune      | [ 7 ]    |
| Entertainment Weekly | (B)      |
| Los Angeles Times    | [ 9 ]    |
| People               | (misto)  |

Paid Vacation è il quarto album del cantante statunitense Richard Marx, pubblicato nel 1994.
L'album contiene Now and Forever, il nono ed ultimo singolo di Richard Marx ad aver raggiunto la top 10 della Billboard Hot 100 e la sua hit di maggior successo nella Adult Contemporary Chart, dove rimase al primo posto per 11 settimane consecutive. Anche il singolo The Way She Loves Me ottenne un buon successo, piazzandosi alla ventesima posizione della Billboard Hot 100 e al terzo posto della Adult Contemporary Chart.
Tuttavia, l'album in sé ebbe meno successo rispetto ai precedenti lavori di Marx. Durante la sua permanenza di 23 settimane in classifica, Paid Vacation raggiunse solamente la posizione numero 37 della Billboard 200 e non riuscì a salire più in alto del suo predecessore Rush Street. Nonostante questo, l'album riuscì comunque a ricevere la certificazione di disco di platino per le vendite dalla RIAA nel tardo 1994. L'album vendette moderatamente bene in Giappone, facendo ottenere a Marx il suo primo disco d'oro in tale nazione.
L'album è dedicato alla moglie di Marx Cynthia Rhodes e ai figli Brandon, Lucas e Jesse Marx.

## Tracce
Tutte le canzoni sono scritte e composte da Richard Marx, eccetto dove indicato.
Edizione internazionale
1. The Way She Loves Me (Marx) - 4:15
2. One More Try (Marx, Bruce Gaitsch) - 4:25
3. Silent Scream (Marx) - 3:52
4. Nothing to Hide (Marx/Thomas) - 5:33
5. Whole World to Save (Marx, Fee Waybill) – 5:31  †
6. Soul Motion (Marx/Gaitsch) - 5:22
7. Now and Forever (Marx) - 3:32
8. Goodbye Hollywood (Marx) - 4:56
9. Heaven's Waiting (Marx) - 3:48
10. Nothing Left Behind Us (Marx, Waybill) - 5:22
11. What You Want (Marx) - 3:49
12. One Man (Marx) - 5:12
13. Miami 2017 (Seen the Lights Go Out on Broadway) (cover di Billy Joel) – 4:32  †
14. Baby Blues (Marx, Gaitsch) - 0:53

† indica le tracce aggiuntive non incluse nell'edizione pubblicata in Nord America. Oltre a queste, è presente la traccia Another Heaven presente solo nell'edizione giapponese.

## Classifiche

### Posizioni in classifica
| Classifica (1994) | Posizione |
| ----------------- | --------- |
| Australia         | 2         |
| Austria           | 34        |
| Canada            | 32        |
| Germania          | 18        |
| Giappone          | 15        |
| Norvegia          | 9         |
| Paesi Bassi       | 70        |
| Regno Unito       | 11        |
| Spagna            | 49        |
| Stati Uniti       | 37        |
| Svezia            | 6         |
| Svizzera          | 7         |

### Classifiche di fine anno
| Classifica di fine anno (1994) | Position |
| ------------------------------ | -------- |
| Giappone                       | 127      |
| Svizzera                       | 46       |

### Certificazioni
| Nazione               | Certificazione | Vendite certificate |
| --------------------- | -------------- | ------------------- |
| Canada (Music Canada) | Oro            | 50 000+             |
| Giappone (RIAJ)       | Oro            | 130.000             |
| Stati Uniti (RIAA     | Platino        | 1 000 000+          |

## Formazione
- Richard Marx - voce, chitarra, chitarra
- Bruce Gaitsch - chitarra
- Terry Thomas - chitarra
- Paul Warren - chitarra
- Bill Champlin - organista
- David Innis - organista
- Bill Payne - chitarra
- Greg Phillanganes - chitarra
- Mike Egizi - chitarra
- Leland Sklar - basso
- Randy Jackson - basso
- Felix Krish - basso
- Nathan East - basso
- Jonathan Moffett - batteria
- Russ Kunkel - batteria
- Tony Beard - batteria
- Jeff Porcaro - batteria
- Myron Grombacher - batteria
- Chris Trujillo - percussioni
- Luis Conte - percussioni
- Steve Grove - sassofonista